# ダナハー
ダナハー・コーポレーション（英: Danaher Corporation）は、ライフサイエンス・医療診断機器などの分野における工業製品メーカーを保有する株式会社。アメリカ合衆国・ワシントンD.C.に本社を置き、多数の企業を統括している。ニューヨーク証券取引所上場企業（NYSE: DHR）。従業員数は約8万人、2021年の収益は294.5億米ドル。

## 沿革
1969年にマサチューセッツ州の不動産投資会社DMG, Inc.として、スティーブ・レイルズとミッチェル・レイルズ（Mitchell Rales）により設立された。1978年のDiversified Mortgage Investors, Inc.への改名を経て、ミッチェル・レイルズは1984年に現在の社名（モンタナ州西部を流れるサウス・フォーク・フラットヘッド川の支流の名前から採られた）に変更したのち、経営状態の悪い製造業者を買収し立て直すほうが、不動産事業より大きい利益を出せると判断し、製造業者の買収を軸とした企業形態へと舵をきった。
1986年に継続改善を主眼とした経営手法をダナハー・ビジネス・システム（DBS）と名付け、1988年にはトヨタ自動車の自主研グループの設立メンバーであった岩田良樹を招いたことを契機に、日本企業のKaizen（カイゼン）の手法を導入、日本の品質管理活動をもとにして、アメリカ流の方法で技術革新、市場開拓・売上向上、リーダーシップ開発に対する取り組みを拡大させた。以降のダナハーは買収による規模の拡大を続けてきたが、新しく買収した企業にはその都度DBSが展開され、カイゼンが不可欠な行動規範として定められている。
現在のダナハーは、ライフサイエンス・医療診断機器などの環境関連事業をカバーし、北米を中心としつつ、西ヨーロッパや新興国など幅広い地域で売上を増加させている。

## 主な保有企業
カッコ内は各企業の本部所在国。なお日本では、以下のうち、ベックマン・コールター、ハック、ライカマイクロシステムズ、ノーベルバイオケア、ポール・コーポレーション、ビデオジェット、エックスライト、エスコグラフィックス が日本法人を持ち、事業を展開している。
- ALLTEC/FOBA （ドイツ）
- AVT（イスラエル）
- ベックマン・コールター（アメリカ合衆国）
- Cepheid（アメリカ合衆国）
- ChemTreat（アメリカ合衆国）
- ESKO Graphics（ベルギー）
- ハック（アメリカ合衆国）
- HemoCue（スウェーデン）
- Implant Direct（アメリカ合衆国）
- Integrated DNA Technologies（アメリカ合衆国）
- KaVo Kerr（アメリカ合衆国）
- Laetus GmbH （ドイツ）
- Leica Biosystems （ドイツ）
- ライカマイクロシステムズ （ドイツ）
- LINX （イギリス）
- McCrometer（アメリカ合衆国）
- Molecular Devices（アメリカ合衆国）
- ノーベルバイオケア（スイス）
- Ormco（アメリカ合衆国）
- ポール・コーポレーション（アメリカ合衆国）
- Pantone（アメリカ合衆国）
- Phenomenex（アメリカ合衆国）
- Radiometer（デンマーク）
- SCIEX（アメリカ合衆国）
- Trojan Technologies（アメリカ合衆国）
- ビデオジェット（アメリカ合衆国）
- エックスライト（アメリカ合衆国）